# Campeonato Uruguayo de Primera División 1971
El Campeonato Uruguayo 1971 fue el 67° torneo de Primera División del fútbol uruguayo, correspondiente al año 1971. Este año, se amplió la divisional de 11 a 12 equipos, los cuales se enfrentaron en sistema de todos contra todos a dos ruedas. Luego, los 6 primeros compitieron en la Ronda por el Campeonato.
El campeón fue por tercera vez consecutiva el Club Nacional de Football, que obtenía su campeonato uruguayo número 30. A su vez, el delantero argentino Luis Artime, se coronó por tercer año consecutivo como máximo artillero del certamen. Fue una temporada completa para el bolso, ya que también había obtenido su primera Copa Libertadores venciendo a Estudiantes de La Plata y además se consagró, por primera vez, campeón del mundo venciendo al Panathinaikos griego en la Copa Intercontinental, consiguiendo así su primer triplete. Además de esos títulos, los albos, ganaron la Copa Interamericana 1971 que correspondía jugar ya que era el campeón vigente de la Libertadores.

## Participantes

### Ascensos y descensos
| Equipo          | Ascendido como                                           |
| --------------- | -------------------------------------------------------- |
| Danubio         | Campeón de la Segunda División 1970                      |
| Central Español | Segundo puesto del Repechaje de la Segunda División 1970 |

| Equipo         | Descendido como          |
| -------------- | ------------------------ |
| Rampla Juniors | 9° Primera División 1970 |

## Campeonato

### Tabla de posiciones
| Pos. | Equipo          | PJ | PG | PE | PP | GF | GC | Dif. | Pts. |
| ---- | --------------- | -- | -- | -- | -- | -- | -- | ---- | ---- |
| 1º   | Nacional        | 22 | 12 | 8  | 2  | 42 | 17 | +25  | 32   |
| 2º   | Peñarol         | 22 | 13 | 6  | 3  | 40 | 23 | +17  | 32   |
| 3º   | Liverpool       | 22 | 10 | 9  | 3  | 31 | 16 | +15  | 29   |
| 4º   | Bella Vista     | 22 | 10 | 7  | 5  | 28 | 19 | +9   | 27   |
| 5º   | Danubio         | 22 | 10 | 5  | 7  | 24 | 25 | -1   | 25   |
| 6º   | Cerro           | 22 | 6  | 8  | 8  | 26 | 36 | -10  | 20   |
| 7º   | River Plate     | 22 | 4  | 12 | 6  | 18 | 22 | -4   | 20   |
| 8º   | Defensor        | 22 | 6  | 8  | 8  | 14 | 18 | -4   | 20   |
| 9º   | Huracán Buceo   | 22 | 6  | 5  | 11 | 27 | 30 | -3   | 17   |
| 10º  | Sud América     | 22 | 3  | 10 | 9  | 20 | 27 | -7   | 16   |
| 11º  | Central Español | 22 | 2  | 9  | 11 | 21 | 37 | -16  | 13   |
| 12º  | Racing          | 22 | 3  | 7  | 12 | 23 | 44 | -21  | 13   |

|  | Campeón Uruguayo y clasifica a la Copa Libertadores 1972. |
|  | Clasifica a la Copa Libertadores 1972.                    |
|  | Desciende a Segunda División.                             |

|                                             |
| Uruguay                                     |
| Campeón Uruguayo 1971 Nacional 30.mo título |

### Fixture
| Central Español | 0–0 | River Plate |
| Danubio         | 1–0 | Bella Vista |
| Huracán Buceo   | 2–2 | Sud América |
| Nacional        | 1–0 | Liverpool   |
| Peñarol         | 4–1 | Cerro       |
| Racing          | 2–1 | Defensor    |

| Bella Vista   | 3–1 | Cerro           |
| Danubio       | 2–1 | Nacional        |
| Huracán Buceo | 1–0 | Central Español |
| Liverpool     | 2–1 | Sud América     |
| Peñarol       | 1–0 | Defensor        |
| Racing        | 1–1 | River Plate     |

| Bella Vista | 1–0 | Defensor      |
| Cerro       | 2–1 | Nacional      |
| Danubio     | 3–2 | Sud América   |
| Liverpool   | 2–1 | Central       |
| Peñarol     | 1–0 | River Plate   |
| Racing      | 1–0 | Huracán Buceo |

| Bella Vista   | 0–0 | River Plate |
| Central       | 2–0 | Danubio     |
| Cerro         | 1–1 | Sud América |
| Huracán Buceo | 2–0 | Peñarol     |
| Liverpool     | 2–0 | Racing      |
| Nacional      | 3–2 | Defensor    |

| Bella Vista | 2–2 | Huracán Buceo |
| Central     | 3–3 | Cerro         |
| Danubio     | 3–0 | Racing        |
| Liverpool   | 1–1 | Peñarol       |
| Nacional    | 2–1 | River Plate   |
| Sud América | 1–0 | Defensor      |

| Central Español | 0–0 | Defensor      |
| Cerro           | 2–1 | Racing        |
| Danubio         | 2–1 | Peñarol       |
| Liverpool       | 3–1 | Bella Vista   |
| Nacional        | 3–2 | Huracán Buceo |
| River Plate     | 1–1 | Sud América   |

| Bella Vista     | 0–0 | Nacional    |
| Central Español | 1–1 | Sud América |
| Defensor        | 1–0 | Cerro       |
| Huracán Buceo   | 2–2 | River Plate |
| Liverpool       | 2–0 | Danubio     |
| Peñarol         | 2–0 | Racing      |

| Bella Vista   | 3–1 | Racing          |
| Danubio       | 0–0 | Defensor        |
| Huracán Buceo | 4–0 | Cerro           |
| Liverpool     | 5–1 | River Plate     |
| Nacional      | 5–0 | Central Español |
| Peñarol       | 1–0 | Sud América     |

| Bella Vista | 2–1 | Central Español |
| Cerro       | 1–1 | Liverpool       |
| Danubio     | 1–0 | River Plate     |
| Defensor    | 2–1 | Huracán Buceo   |
| Nacional    | 1–1 | Peñarol         |
| Sud América | 3–1 | Racing          |

| Central Español | 4–2 | Racing        |
| Danubio         | 2–1 | Cerro         |
| Defensor        | 1–1 | River Plate   |
| Liverpool       | 1–0 | Huracán Buceo |
| Nacional        | 0–0 | Sud América   |
| Peñarol         | 2–1 | Bella Vista   |

| Bella Vista | 0–0 | Sud América     |
| Cerro       | 1–1 | River Plate     |
| Danubio     | 2–1 | Huracán Buceo   |
| Defensor    | 0–0 | Liverpool       |
| Nacional    | 4–1 | Racing          |
| Peñarol     | 3–2 | Central Español |

| Bella Vista   | 1–0 | Danubio         |
| Defensor      | 1–0 | Racing          |
| Liverpool     | 1–1 | Nacional        |
| Huracán Buceo | 3–1 | Sud América     |
| Peñarol       | 3–1 | Cerro           |
| River Plate   | 2–1 | Central Español |

| Bella Vista   | 2–1 | Cerro           |
| Huracán Buceo | 1–0 | Central Español |
| Liverpool     | 1–0 | Sud América     |
| Nacional      | 3–0 | Danubio         |
| Peñarol       | 3–0 | Defensor        |
| Racing        | 1–1 | River Plate     |

| Bella Vista     | 1–1 | Defensor    |
| Central Español | 0–0 | Liverpool   |
| Cerro           | 1–1 | Nacional    |
| Huracán Buceo   | 1–1 | Racing      |
| Peñarol         | 1–1 | River Plate |
| Sud América     | 3–2 | Danubio     |

| Bella Vista   | 1–0 | River Plate     |
| Cerro         | 2–0 | Sud América     |
| Danubio       | 2–1 | Central Español |
| Defensor      | 0–0 | Nacional        |
| Huracán Buceo | 2–2 | Peñarol         |
| Liverpool     | 2–2 | Racing          |

| Central Español | 1–1 | Cerro       |
| Defensor        | 2–1 | Sud América |
| Huracán Buceo   | 1–0 | Bella Vista |
| Liverpool       | 0–0 | Peñarol     |
| Nacional        | 1–1 | River Plate |
| Racing          | 1–0 | Danubio     |

| Bella Vista     | 1–0 | Liverpool     |
| Central Español | 0–0 | Defensor      |
| Cerro           | 0–0 | Racing        |
| Nacional        | 4–1 | Huracán Buceo |
| Peñarol         | 3–0 | Danubio       |
| River Plate     | 1–0 | Sud América   |

| Central Español | 0–0 | Sud América   |
| Cerro           | 2–1 | Defensor      |
| Danubio         | 2–2 | Liverpool     |
| Nacional        | 2–0 | Bella Vista   |
| Peñarol         | 4–3 | Racing        |
| River Plate     | 2–0 | Huracán Buceo |

| Bella Vista | 4–0 | Racing          |
| Cerro       | 2–1 | Huracán Buceo   |
| Danubio     | 0–0 | Defensor        |
| Liverpool   | 1–1 | River Plate     |
| Nacional    | 5–0 | Central Español |
| Peñarol     | 2–1 | Sud América     |

| Bella Vista | 3–1 | Central Español |
| Danubio     | 0–0 | River Plate     |
| Defensor    | 1–0 | Huracán Buceo   |
| Liverpool   | 4–1 | Cerro           |
| Nacional    | 2–1 | Peñarol         |
| Racing      | 2–2 | Sud América     |

| Bella Vista     | 2–2 | Peñarol       |
| Central Español | 2–2 | Racing        |
| Cerro           | 1–1 | Danubio       |
| Liverpool       | 1–0 | Huracán Buceo |
| Nacional        | 0–0 | Sud América   |
| River Plate     | 1–0 | Defensor      |

| Bella Vista | 0–0 | Sud América     |
| Cerro       | 1–0 | River Plate     |
| Defensor    | 1–0 | Liverpool       |
| Danubio     | 1–0 | Huracán Buceo   |
| Nacional    | 2–1 | Racing          |
| Peñarol     | 2–1 | Central Español |

### Grupo A – Ronda de Campeonato
| Pos. | Equipo        | Pts. | PJ | PG | PE | PP | GF | GC | Dif. |
| ---- | ------------- | ---- | -- | -- | -- | -- | -- | -- | ---- |
| 1º   | Nacional      | 8    | 5  | 3  | 2  | 0  | 10 | 6  | 4    |
| 2º   | Peñarol       | 7    | 5  | 3  | 1  | 1  | 11 | 7  | 4    |
| 3º   | Liverpool     | 5    | 5  | 2  | 1  | 2  | 7  | 5  | 2    |
| 4º   | Huracán Buceo | 5    | 5  | 1  | 3  | 1  | 6  | 9  | -3   |
| 5º   | Danubio       | 3    | 5  | 0  | 3  | 2  | 2  | 4  | -2   |
| 6º   | Bella Vista   | 2    | 5  | 0  | 2  | 3  | 7  | 12 | -5   |

### Fixture
| Danubio  | 0–0 | Liverpool     |
| Nacional | 4–2 | Bella Vista   |
| Peñarol  | 5–1 | Huracán Buceo |

| Bella Vista | 2–2 | Huracán Buceo |
| Nacional    | 2–1 | Liverpool     |
| Peñarol     | 2–1 | Danubio       |

| Danubio   | 0–0 | Huracán Buceo |
| Liverpool | 3–1 | Bella Vista   |
| Nacional  | 0–0 | Peñarol       |

| Bella Vista   | 0–0 | Danubio  |
| Huracán Buceo | 2–2 | Nacional |
| Liverpool     | 3–1 | Peñarol  |

| Huracán Buceo | 1–0 | Liverpool   |
| Nacional      | 2–1 | Danubio     |
| Peñarol       | 3–2 | Bella Vista |

### Grupo B – Ronda de Descenso
| Pos. | Equipo      | Pts. | PJ | PG | PE | PP | GF | GC | Dif. |
| ---- | ----------- | ---- | -- | -- | -- | -- | -- | -- | ---- |
| 1º   | Central     | 8    | 5  | 3  | 2  | 0  | 10 | 4  | 6    |
| 2º   | Cerro       | 6    | 5  | 2  | 2  | 1  | 11 | 9  | 2    |
| 3º   | River Plate | 6    | 5  | 2  | 2  | 1  | 9  | 7  | 2    |
| 4º   | Sud América | 6    | 5  | 3  | 0  | 2  | 7  | 4  | 3    |
| 5º   | Defensor    | 3    | 5  | 1  | 1  | 3  | 5  | 9  | -4   |
| 6º   | Racing      | 1    | 5  | 0  | 1  | 4  | 4  | 13 | -9   |

|  | Desciende a Segunda División. |

### Fixture
| Central Español | 5–1 | Racing      |
| Cerro           | 2–2 | River Plate |
| Defensor        | 2–1 | Sud América |

| Central Español | 1–0 | Sud América |
| Cerro           | 4–2 | Racing      |
| River Plate     | 3–2 | Defensor    |

| Central Español | 1–0 | Defensor |
| River Plate     | 2–0 | Racing   |
| Sud América     | 3–0 | Cerro    |

| Central Español | 2–2 | River Plate |
| Cerro           | 4–1 | Defensor    |
| Sud América     | 2–1 | Racing      |

| Central Español | 1–1 | Cerro       |
| Defensor        | 0–0 | Racing      |
| Sud América     | 1–0 | River Plate |

### Equipos clasificados

#### Copa Libertadores 1972
|   | Equipo   | Clasificación como              |
| - | -------- | ------------------------------- |
| 1 | Nacional | Campeón Copa Libertadores 1971  |
| 2 | Peñarol  | 2° puesto Primera División 1971 |